# Volo Aeroflot 9981
Il disastro dell'Antonov, conosciuto come volo Aeroflot 9981, è stato disastro aviatorio, avvenuto l'8 ottobre 1996, in provincia di Torino a San Francesco al Campo, l'aereo coinvolto era un Antonov, An-124. L'aereo si schianta a 400 metri alla fine della pista contro una cascina, causando il decesso di pilota, co-pilota e di alcuni abitanti e altri feriti. Una delle cause potrebbe essere quella di non aver disattivato gli inversori a spinta.

## L'incidente
L’aereo impiegato era un Antonov An-124 Ruslan immatricolato come RA-82O69 che era stato consegnato alla compagnia russa Aeroflot solamente 2 anni prima. 
Quel giorno il volo era operato dai piloti Oleg Pripouskov e Alexander Ougromov. Il velivolo, partito alle ore 08.15 (06.15 in Italia) dall’aeroporto di Mosca-Chkalovsky, arrivò nell’aeroporto di Torino "Sandro Pertini" alle 10.25 circa ora italiana. La sosta prevedeva, oltre al consueto rifornimento di carburante, il carico di svariate vetture di lusso da consegnare al sultano del Brunei. 
Insieme ai piloti c’erano a bordo altri membri dell’equipaggio: sei piloti e tecnici di riserva, undici tra meccanici e operai e altri sei tecnici vari. A perdere la vita furono il comandante e il co-pilota in cabina e due persone all’interno della cascina dove si schiantò l’aereo.
Alle 10.25, l’aereo ottenne l’autorizzazione per atterrare sulla pista di Caselle, che misura 3.300 metri; tuttavia, in quel periodo ne misurava solo 2.350 a causa di alcuni lavori di manutenzione. Per questo, quando si trovarono a pochi metri dal suolo, i piloti si resero conto che la pista era troppo corta poiché mancavano poco più di 350 metri alla fine di essa. Si decise quindi di effettuare una riattaccata d’emergenza ma la procedura fu troppo tardiva e fallì per una dimenticanza, ovvero per non aver disattivato gli inversori di spinta. 
L’aereo continuò la sua discesa finendo nei campi oltre la pista, perse il piano di coda sinistro e il carrello, scoperchiò una casa con l’ala sinistra e si schiantò infine su una cascina alle 10.30. Nell'impatto il velivolo perse quasi tutta l’ala sinistra e la parte davanti dalla cabina di pilotaggio si accartocciò visibilmente. Persero la vita il comandante, il co-pilota e due persone di 55 anni all’interno della cascina che in quel momento distribuivano il fieno al bestiame, oltre ad alcune vacche presenti nella stalla. La sorella di un occupante della cascina era gravemente ferita ma riuscì a sopravvivere. 
I vigili del fuoco accorsi iniziarono subito a spegnere l'incendio che si era scatenato in un motore, poiché questi erano ancora accesi e si temeva un’esplosione del cherosene residuo all’interno dei serbatoi. 
Dei 23 membri a bordo dell’Antonov, otto rimasero illesi e abbandonarono il velivolo in fiamme attraverso gli scivoli d'emergenza, mentre gli altri tredici furono ritrovati tra i rottami e trasportati d'urgenza all’ospedale. Il più grave di loro perse un piede.
In quel momento, le condizioni meteorologiche erano discrete, con vento variabile di circa 3 nodi, visibilità a 2000 metri, pioggia leggera, nuvole a 7.000 piedi, temperatura e punto di rugiada 13 °C, QNH 1012 hPa.

## Le indagini
La Procura di Ivrea aprì immediatamente un'inchiesta per disastro colposo e sino a tarda sera interrogò i tecnici della torre di controllo di Caselle. Una seconda indagine venne avviata dal ministero dei trasporti e, a seguito alle contestuali analisi delle scatole nere, si arrivò alla conclusione che i piloti avevano attivato gli inversori prima di toccare terra. 
Il co-pilota propose di riattaccare, ma il comandante rifiutò. Dopo qualche secondo, il copilota ripropose nuovamente di riattaccare e il comandante dopo un po' di esitazione effettuò il go-around, dando la massima potenza ai motori ma entrambi si dimenticarono di disinserire gli inversori di spinta. Ciò causò uno stallo dell'aereo che non si rialzò in volo. Oltre alla tardiva manovra, altri fattori che contribuirono al disastro furono anche la scarsa coordinazione e l'addestramento dell'equipaggio, poiché il comandante aveva solo 431 ore di volo civile, inoltre la scarsa pianificazione dell'avvicinamento. Emerse infatti che non fu eseguita alcuna pianificazione per un possibile mancato avvicinamento, nonostante l'equipaggio fosse stato informato dalla torre di controllo undici minuti prima dello schianto che l'aereo precedente aveva la pista in vista a soli 200 piedi.